# Jānis Mendriks
Jānis Mendriks (Aglona, 1907. január 21. – Vorkuta, 1953 . augusztus 1.) lett katolikus pap. A Szovjetunióban, Vorkután, a Gulag-táborban tartották fogva. Részt vett az 1953-as vorkutai sztrájkban, ahol a rabokat erőszakkal kényszerítették a munka felvételére, és amikor a tiltakozók közé lőttek, ő is az életét vesztette.

## Élete
1907. január 21-én született Aglona közelében Logocki nevű faluban Antoni Mendriks és Anna Plocins gyermekeként. Aglonában járt katolikus gimnáziumba. 1933-ban a rigai szemináriumban folytatta tanulmányait. 1938. április 3-án szentelték pappá. Viļāniban kezdte papi szolgálatát, majd Lettország déli részében több plébánián is megfordult. 1942-ben nem volt hajlandó keresztény módra eltemetni egy a partizánok által megölt német szolgálatban álló rendőrt, azért mert vadházasságban élt a barátnőjével. A németek ezt nem vették jó néven, haragjuk elől el kellett menekülnie és a háború végéig bujdosott.
A szovjet megszállást követően újra papi szolgálatba állt Jaunborne-ban. 1950. október 25-én a szovjet hatóságok letartóztatták és Rigában börtönbe zárták. Azzal vádolták meg, hogy nacionalista bandákat szervezett és szovjetellenes propagandát folytatott, ezért 1951. március 24-én tíz év kényszermunkára ítélték. Vorkutára került, ahol a szénbányában dolgoztatták. A rabok között titokban tovább folytatta papi hivatását és ápolta rabtársai lelki üdvét.
Sztálin halálát követően a vorkutai rabok azt gondolták, hogy reményteli változások jöhetnek, és hamarosan kedvező irányban változnak majd a fogvatartási körülményeik. Mivel ez nem következett be, ezért 1953. július 25-én sztrájkot hirdettek. A tábor vezetése nem tudta meggyőzni őket, hogy megint dolgozzanak, ezért az eredeti helyzet visszaállításához katonai erősítést kértek. Augusztus 1-én katonák vették körül a tábort, majd a rabok közé lőttek. Mendriks az első sorban állt, és negyvenkét társával együtt áldozatul esett a szovjet önkénynek.
Lettország Legfőbb Ügyészsége 1991. július 5-én rehabilitálta.